# Sân vận động La Cerámica

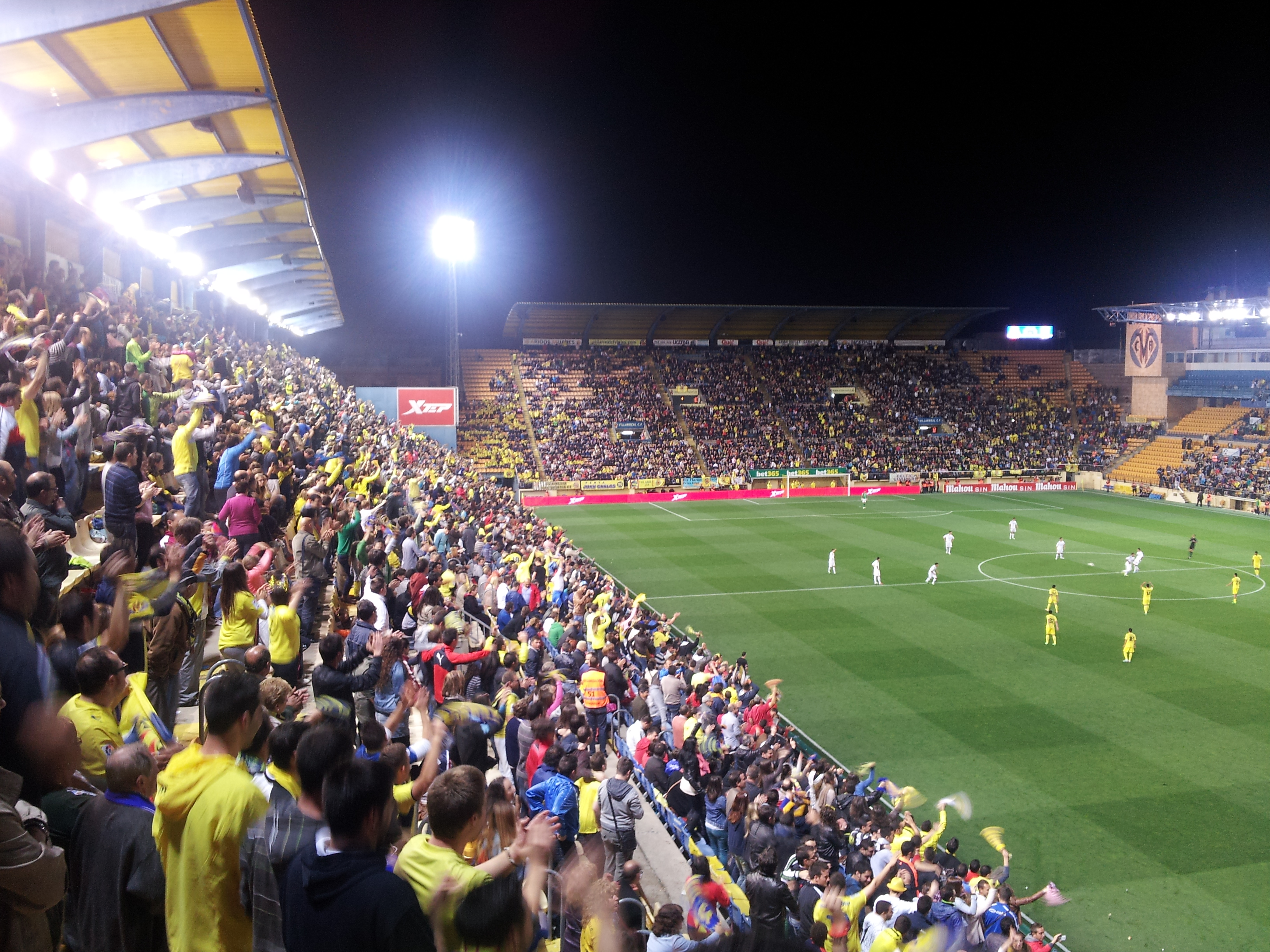
Villarreal CF - Xerez CD (2012-13)

Sân vận động La Cerámica (tiếng Tây Ban Nha: Estadio de la Cerámica), trước đây có tên gọi và hiện được gọi một cách không chính thức là El Madrigal (phát âm tiếng Tây Ban Nha: [el maðɾiˈɣal]), là một sân vận động bóng đá ở Villarreal, Tây Ban Nha. Sân được sử dụng từ năm 1923. Sân hiện là sân nhà của Villarreal CF thuộc La Liga, hạng đấu bóng đá cao nhất ở Tây Ban Nha.
Sân vận động có sức chứa 23.500 chỗ ngồi, bằng một nửa dân số của thành phố Villarreal, khiến sân trở thành sân vận động lớn thứ 25 ở Tây Ban Nha và lớn thứ 5 trong Cộng đồng Valencia.